# Helius rostratus
Helius rostratus är en tvåvingeart som beskrevs av Alexander 1956. Helius rostratus ingår i släktet Helius och familjen småharkrankar.
Artens utbredningsområde är Uganda. Inga underarter finns listade i Catalogue of Life.